# 1222

## Události
- 10. březen – Velké privilegium české církve
- 24. dubna – vydána tzv. Zlatá bula Ondřeje II.

## Narození
- 16. ledna – Ničiren, buddhistický mnich († 13. října 1282)

## Úmrtí
- 10. března – Jan I. Sverkersson, švédský král (* 1201)
- 23. června – Konstancie Aragonská, královna uherská, německá, sicilská a císařovna Svaté říše římské (* 1179)
- 2. srpna – Raimond VI. z Toulouse, syn toulouského hraběte Raimonda V. (* 27. října 1156)
- 12. srpna – Vladislav Jindřich, moravský markrabě z rodu Přemyslovců (* 1160)
- ? – Theodoros I. Laskaris, nikájský císař (* asi 1174)

## Hlava státu

### Evropa

#### Na území dnešní ČR a Střední Evropa
- Svatá říše římská – Fridrich II.
  -  České království – Přemysl Otakar I.
  -  Bavorské vévodství – Ludvík I. Bavorský
  -  Saské vévodství – Albrecht I.
  - Trevírské arcibiskupství – Theodoric II.
  - Württemberské hrabství – Hartman I. – Ludvík III.
  - Mohučské arcibiskupství – Siegfried II. z Eppstein
  - Míšeňské markrabství – Jindřich III. Vznešený
  - Durynské lankrabství – Jindřich III. Vznešený
- Polské knížectví – Lešek I. Bílý
- Uherské království – Ondřej II.

#### Itálie
- Papežský stát – Honorius III.

#### Balkán
- Chorvatské království – Ondřej II.
- Srbské království – Štěpán I. Prvověnčaný
- Bosenský banát – Ondřej II.
- Latinské císařství – Robert I.
- Epirský despotát – Theodoros Komnenos Dukas

#### Západní Evropa
- Francouzské království – Filip II. August
- Dánské království – Valdemar II. Vítězný
- Anglické království – Jindřich III. Plantagenet
- Brabantské vévodství – Jindřich I. Brabantský
- Lotrinské vévodství – Jindřich I. Brabantský

#### Severní Evropa
- Švédské království – Jan I. Sverkersson, po jeho smrti Erik XI. Švédský
- Norské království – Haakon IV. Norský
- Kyjevská Rus – Jurij II. Vsevolodovič

### Blízký Východ a Severní Afrika
- Nikájské císařství – Theodoros I. Laskaris – Jan III. Dukas Vatatzés
- Rúmský sultanát – Kajkubat I.

### Dálný Východ a Asie
- Kumáni – Kuthen
- Chórezmská říše – Džaladdin Mingburnu
- Mongolská říše – Čingischán
- Dillíský sultanát – Šamsuddín Iltutmiš
- Japonské císařství – Go-Horikawa
- Čínské císařství – Ning-cung (Sung)
- Korjo – Gojong Korejský